# Pali (jezik)
Pali je drevni indoarijski liturgijski jezik, srodan sanskrtu. To je jezik ranog budizma na kojem je zapisan palijski kanon (tipitaka) i liturgijski jezik theravada budističke škole. Nema materinjih govornika, već se koristi isključivo u književne i liturgijske svrhe. Koriste se u mnogim državama na Indijskom potkontinentu.
Riječ pali jednostavno znači "red teksta", a s vremenom je postala naziv za jezik kojim je zapisan kanon theravade. Geneza pali jezika nije sasvim jasna, ali svakako je sjevernoindijskog porijekla. Po vremenu nastanka, pali je srednjoindijski jezik, dakle mlađi od sanskrta.
Neki suvremeni filolozi misle, da je pali zapravo jezik zapadne i središnje Indije, dok drugi tvrde da se radi isključivo o jeziku tekstova, zasnovanom na jednom od inačica drevnog indijskog jezika magadhi. Tradicionalni budisti vjeruju, da je Buda govorio pali, iako je to danas uglavnom osporeno.
Abeceda pali jezika sastoji se od 41 slova – 8 samoglasnika i 33 suglasnika. Ovaj jezik nema posebno pismo, već se koriste pisma raznih zemalja za zapisivanje pali tekstova: u Indiji nagari, na Šri Lanki sinhaleško, u Mijanmaru mijanmarsko i u Tajlandu kambodžansko pismo. U današnje vrijeme je latinično pismo postalo međunarodni standard.

## Vanjske poveznice
- pali, Hrvatska enciklopedija